# Маомин
Маомин е град в провинция Гуандун (Кантон), Югоизточен Китай. Общото население на целия административен район, който включва и града, е 5 817 494 жители, а градската част е с 1 217 715 жители (2010 г.). Общата площ на административния район е 11 458 кв. км, а градската площ е 879 кв. км. Намира се в часова зона UTC+8. Пощенските му кодове са 525000 (градски център), 525100 – 525400 (други райони), а телефонния 668. Маомин е част от „100 най-развити града на Китай“. Безработицата е 2,5%. Разполага с магистрала, която го свързва със столицата на провинцията за 5 – 6 часа.